# Joaquin Luttinger
Joaquin « Quin » Mazdak Luttinger (2 décembre 1923 – 6 avril 1997) est physicien américain connu pour ses travaux sur les électrons dans les métaux : liquide de Luttinger.

## Biographie
Luttinger a fait ses études au Massachusetts Institute of Technology.
De 1950 à 1953 il est professeur à l'université du Wisconsin, puis à l'université du Michigan.
De 1958 à 1960 il rejoint l'université de Pennsylvanie.
Il devient par la suite professeur à l'université Columbia où il est président du Département de physique de 1977 à 1980. Pendant cette période il noue une étroite collaboration avec les Laboratoires Bell de Murray Hill (New Jersey).
Luttinger est l'auteur de travaux sur les semi-conducteurs  avec Walter Kohn dans les années 1950 : masse effective de l'électron, théorie quantique de la conductivité électrique, supraconductivité. Dans les années 1960 il effectue des travaux sur les interactions électroniques et les liquides de Fermi, conduisant à la théorie du liquide de Luttinger.